# Veskijärv
Veskijärv är en sjö i Nõva vald i Läänemaa i västra Estland. Den ligger 60 km sydväst om huvudstaden Tallinn. Veskijärv ligger 16 meter över havet. Arean är 1,85 kvadratkilometer. Den sträcker sig 2,1 km i nord-sydlig riktning och 1,1 km i väst-östlig riktning. Strandlinjen är 7,8 km lång, medeldjupet 1,7 meter och största djup 3 meter. Veskijärv avvattnas av ån Veskijõgi. Strax söder om Veskijärv ligger sjön Hindaste järv och österut på andra sidan gränsen till Harjumaa ligger Tänavjärv.
Inlandsklimat råder i trakten. Årsmedeltemperaturen i trakten är 3 °C. Den varmaste månaden är juli, då medeltemperaturen är 18 °C, och den kallaste är januari, med −12 °C.